# Кассини, Виктор Иванович
Граф Виктор Иванович Кассини (итал. Vittorio-Maria-Gioachino Capizucchi Conte di Cassine di Strada; 8 октября 1754—1811) — дипломат, поверенный в делах при папском дворе, генерал-майор.

## Биография
Потомок древнего итальянского рода Кассини, во время своего путешествия в Яссах познакомился с князем Г. А. Потёмкиным и в июле 1790 был приглашен им на русскую службу. В 1793 Потёмкин посылал его в Варшаву с каким-то секретным поручением; в Варшаве Кассини был изранен чернью и посажен в тюрьму, откуда был освобожден по требованию русского правительства и получил в награду чин премьер-майора, 500 червонцев и бриллиантовый перстень (1 января 1794).
В 1795 Кассини был назначен генеральным консулом в Риме, а 27 августа 1801 года поверенным в делах при Святом престоле. Ему поручалось осуществлять посредничество в отношениях католического населения России с римской церковью, а также вести дела, связанные с Мальтийским орденом, покровителем которого был Александр I.
Он оставался на этом посту до 1809, когда навлёк на себя гнев Наполеона, после чего был арестован в Падуе и посажен в форт Финестрель, где и скончался в заключении в 1811 году.

## Семья
Жена — Бабиана-Жозефа фон Астер (англ. Bibiana Josepha Aster, 1774—1862), единственный сын Павел Викторович (1797—1871) был действительным статским советником и генеральным консулом в Триесте, а затем в Венеции, а один из внуков — Артур Павлович Кассини (1835—1919) — русский дипломат, посланник Российской империи в Китае, посол в Северо-Американских Штатах и Испании, действительный тайный советник.